# Dijon Football Côte-d'Or
Il Dijon Football Côte-d'Or, noto semplicemente come Dijon, in italiano Digione, è una società calcistica francese con sede nella città di Digione, capoluogo del dipartimento della Côte-d'Or e della regione della Borgogna. Attualmente milita nel Championnat National.
Il club, nato nel 1998 dalla fusione del Cercle Dijon Football e del Dijon FC, è presieduto da Olivier Delcourt e allenato da David Linarès.

## Storia
Il calcio a Digione ha sempre sofferto la competizione con il rugby, sport che nella città ha sempre avuto una grandissima tradizione. La prima squadra di calcio fu il Cercle Dijon Football fondata nel 1936. La società non raggiunse alti livelli ma ebbe la soddisfazione di vincere quattro campionati DH di Borgogna (i campionati DH, in francese Division d'Honneur, erano la massima serie delle competizioni regionali).
Nel 1965 il primo traguardo prestigioso è la vittoria nel campionato francese dilettanti (CFA), ma la promozione nella categoria superiore è respinta in seguito al rifiuto da parte della società di passare allo status professionistico. La squadra resta stabilmente nella serie regionale eccezion fatta per un'altra toccata e fuga nel CFA (1969-1971) e per la prima partecipazione nella terza divisione (D3, l'attuale National) del 1974.
Intanto un'altra società entra a nel mondo del calcio: il Dijon FC nato nel 1978
La vera svolta avviene nel 1998, quando le due dirigenze comprendono che è meglio unire le risorse per l'interesse della città e per ottenere palcoscenici più elevati. Arrivano il titolo di campioni di Francia dilettanti nel 2000, la successiva partecipazione nel National e belle partite in Coppa contro Bastia e Sedan entrambe di L1.
La stagione da incorniciare è quella del 2003-2004 con l'allenatore Rudi Garcia, che porta la promozione in seconda divisione (la Ligue 2) e una semifinale in Coppa di Francia. Con poche risorse finanziarie inoltre, il club è riuscito nelle ultime stagioni a stare costantemente nella parte alta della classifica togliendosi pure qualche bel successo nelle coppe nazionali contro squadre di categoria superiore.
Attualmente la società si sta dotando di tutte le strutture (finanziarie, logistiche e strutturali) che le consentano di restare nel professionismo e di ottemperare dunque alle rigide regole della Federazione calcistica francese.
Il 27 maggio 2011, malgrado la sconfitta per 1-0 patita sul campo dell'Angers, il Dijon guadagna la promozione in Ligue 1 chiudendo il campionato di Ligue 2 al terzo posto con 62 punti. La stagione d'esordio in massima divisione è negativa e si conclude con la retrocessione all'ultima giornata, con la peggiore difesa del torneo (63 gol subiti in 38 giornate). Grazie al secondo posto in Ligue 2 nel 2015-2016, la squadra torna in massima serie, dove ottiene la prima salvezza nel 2016-2017 con il sedicesimo posto finale. L'anno dopo giunge undicesima, mentre nel 2018-2019 il terzultimo posto costringe la squadra a spareggiare con il Lens per mantenere il posto nella massima categoria (impresa riuscita grazie al 3-1 interno nel match di ritorno dopo l'1-1 dell'andata). Il 25 aprile 2021, a seguito della sconfitta casalinga per 1-5 contro il Rennes, retrocede matematicamente in Ligue 2 con quattro giornate d'anticipo, dopo 5 anni di permanenza nella massima serie.

## Organico

### Rosa 2024-2025
Aggiornata al 14 ottobre 2024.
| N. |                    | Ruolo | Calciatore         |
| -- | ------------------ | ----- | ------------------ |
| 1  | Francia (bandiera) | P     | Lenny Montfort     |
| 2  | Francia (bandiera) | D     | Ismail Diallo      |
| 3  | Francia (bandiera) | D     | Nassim Titebah     |
| 4  | Francia (bandiera) | D     | Elydjah Mendy      |
| 5  | Francia (bandiera) | D     | Quentin Bernard    |
| 6  | Francia (bandiera) | C     | Rayan Souici       |
| 7  | Comore (bandiera)  | D     | Ben-Chayeel Hamada |
| 8  | Francia (bandiera) | A     | Kévin Schur        |
| 9  | Tunisia (bandiera) | A     | Mohamed Ben Fredj  |
| 10 | Francia (bandiera) | A     | Jovany Ikanga      |
| 11 | Francia (bandiera) | C     | Adel Lembezat      |
| 13 | Francia (bandiera) | D     | Souleymane Cissé   |
| 14 | Francia (bandiera) | C     | Jordan Marié       |

| N. |                          | Ruolo | Calciatore          |
| -- | ------------------------ | ----- | ------------------- |
| 16 | Francia (bandiera)       | P     | Paul Delecroix      |
| 17 | Francia (bandiera)       | C     | Yanis Chahid        |
| 19 | Guinea-Bissau (bandiera) | A     | Joseph Mendes       |
| 20 | Francia (bandiera)       | D     | Hugo Vargas-Rios    |
| 21 | Francia (bandiera)       | D     | Mohamed Sylla       |
| 22 | Francia (bandiera)       | A     | Kader N'Chobi       |
| 23 | Francia (bandiera)       | D     | Cédric Makutungu    |
| 25 | Francia (bandiera)       | A     | Alexandre Parsemain |
| 26 | Francia (bandiera)       | C     | Jules Meyer         |
| 27 | Guadalupa (bandiera)     | C     | Zoran Moco          |
| 30 | Francia (bandiera)       | P     | Victor Poisson      |
| 37 | Francia (bandiera)       | A     | Abdelmajid Djae     |

## Strutture

### Stadio
Lo stadio del Dijon Football Côte d'Or è il Gaston Gérard. Deve il nome ad un avvocato, sindaco di Digione dal 1919 al 1935, reso celebre anche per una famosa ricetta francese di pollo che porta il suo nome.
Abbastanza vetusto e poco confortevole, la struttura è oggetto di importanti lavori di ammodernamento che elimineranno la pista d'atletica ed edificheranno una nuova tribuna in curva nord appena dietro la porta di gioco. La vecchia tribuna ospiti sarà distrutta e sostituita da una nuova tribuna accanto al terreno. Successivamente, in base anche ai risultati della squadra, le due tribune laterali dovrebbero far spazio a nuove tribune più vicine al campo di gioco.
Lo stadio dovrebbe dunque raggiungere una capienza di 22000 posti, diventando il più grande stadio della Borgogna.

## Palmarès

### Competizioni nazionali
- Championnat de France amateur: 1

1999-2000
- Campione di Francia dilettanti: 1

1964-1965

### Competizioni regionali
- Campione DH Borgogna: 4

1959-1960, 1961-1962, 1968-1969, 1973-1974

### Altri piazzamenti
- Coppa di Francia:

Semifinalista: 2003-2004
- Campionato francese di seconda divisione:

Secondo posto: 2015-2016
Terzo posto: 2010-2011
- Championnat National:

Terzo posto: 2003-2004